# Play 29's
Play29'sは、韓国出身の写真家キム・ドゥハがプロデューサーを務める、29歳の女性のポートレイト撮影を行うプロジェクトである。

## 概要
20代から30代を迎える年齢の節目で、二十歳を迎える時とは違う女性にとってはすごく受け入れがたいプレッシャーがあるのも事実。そのような変化する女性のポートレイトを撮影。このプロジェクトでは、ポートレイト撮影と、29歳だけの特別な写真とインタビューを掲載した「PUNIQ」というZINEの発行を行っている。これから29歳を迎える女性や29歳の女性にフォーカスが当たっているが、全ての女性に送る特別な一冊である。

## 歴史
2019 9月スタジオ に3人の女性が来ました。彼女たちは仲良しで全員が同じ9月が誕生日でした。”30歳になる前に3人で写真を撮りたい”という話がきっかけで始まった想い出づくり。そんな彼女たちの29歳の記念撮影が、Play29'sが誕生したきっかけです。

## プロデューサー
プロジェクトのプロデューサーは韓国人写真家のキム・ドゥハが行っている。2019年の9月に撮影した29歳の女性のモデルに、29歳の記念撮影を依頼されたことがきっかけでPlay 29'sのプロジェクトの立ち上げを行っている。

### キム・ドゥハ
1980年韓国生まれ。2004年にソウルでフォトスタジオLOFT：Dを設立する。2014年に発表した作品集「ポトンソニョ（普女）」が若者の間で話題となり、2019年夏には日本版も出版。韓流スターのソン・ジュンギやパク・ボゴム、EXO、SHINeeなど数多くの芸能人の撮影を手がける。ポルム山美術館やキャノンギャラリー等での個展、ソウル平昌ビエンナーレ等の韓国を代表する写真展にも多数参加。2017年、日本に拠点を移し、新たな活動をスタートさせる。

## 撮影スタジオ
プロジェクトは、大阪市中央区北浜のスタジオLOFT:Dにて、主に撮影はスタジオや屋内で行っている。

## 撮影スタイル
- Play29's ME
  - ソロで撮影するポートレイト写真

- Play29's WE
  - 韓国の若年層の間で撮影される友情写真のスタイルを元に、複数人で撮影するポートレイト写真

- 「ポトンソニョ（普女)」
  - 普通の少女、という意味である「ポトンソニョ」はプロのモデル ではなく、一般の女性が〝今の自分の美しさ〟を記録するためのポートレイト写真です。

## 主な作品

### 写真
- 「ポトンソニョ（普女)」
- 記憶のカケラ
- Play29's
- 農作物
- 毛糸

### 本
- 「ポトンソニョ（普女)」

## 展示会
- 29歳、写真と遊ぼう spctacleKITAHAMA 2020.2.28 (fri)-3.31(tue)
- AiPHT PLUS  tokyo 2020.2.17.(mon)-3.21(sat)
- Kim Dooha Solo Exhibitions  kyoto 5月のときめき　2020.5.26(tue)-6.7(sun)
- ART OSAKA 2020 osaka 2020.6.27(sat)-6.28(sun)
- Kim Dooha Solo Exhibitions BE= Lab ＆ Gallery「もう一人の自画像」2020.7/1wed〜7/12sun
- ART in PARK HOTEL TOKY O2020 2020.9.26(sat)-9.27(sat)